# 贈位諸賢伝
『贈位諸賢伝』（ぞういしょけんでん）は、明治時代から昭和時代戦前にかけて贈位された日本史上の人物の略伝や事績を叙述した伝記集。
文部省維新史料編纂事務局にて明治維新史の編纂を担当していた田尻佐（稲里）が、各贈位者の略伝および事績を調査・執筆して網羅的にまとめ上げたものである。最初は、『贈位諸賢事略』と題して明治44年（1911年）に刊行され、次いで昭和2年（1927年）7月、その増訂版が表題を『贈位諸賢伝』に改めて同年7月に出版された。
その後、著者の田尻は昭和4年（1929年）に死去し、国家による贈位は太平洋戦争後の制度改革により行われなくなるまで続いたが、昭和50年（1975年）、近藤出版社から田尻の事業を継承した『贈位諸賢伝 増補版』が発行された。なお、同版の編纂には、日本史学者の大石慎三郎・工藤定雄・児玉幸多・瀬谷義彦・田中健夫・豊田武・中村一郎・檜垣文庫・秀村欣二・村野守治・森谷秀亮・吉田常吉が協力している。

## 各版
- 『贈位諸賢事略』 - 明治元年（1868年）より明治43年（1911年）にかけて贈位された966名分を収録。丸山舎書籍部発行。
- 『贈位諸賢伝 一・二』 - 上記966名分と、明治44年（1912年）より昭和2年（1927年）6月にかけて贈位された1,202名分を加えた合計2,168名分を収録。国友社発行。
- 『贈位諸賢伝 増補版 上・下』 - 上記2,168名分と、昭和3年（1928年）より最後の昭和19年（1944年）にかけて贈位された207名分を加えた合計2,375名分を収録。近藤出版社発行。